# 广宜乡
广宜乡原属湖南省临武县所辖乡。2012年4月撤销，原南强乡、岚桥镇、广宜乡成建制合并，设立南强镇。以原南强乡、岚桥镇、广宜乡的行政区域为新设南强镇的行政区域，南强镇辖46个建制村，总面积174.20平方公里，总人口3.95万人，镇人民政府驻新祖寺。撤销前行政区划代码431025202；下辖塔桥村、元富村、安富村、上磨刀村、曾家村、黄家村、湾坵村、龙水村、邹家村、小广村、东冲冷村、罗城山村共计12个行政村。